# Pseudopilanus echinatus
Espèce
Synonymes
- Chelifer echinatus Ellingsen, 1904

Pseudopilanus echinatus est une espèce de pseudoscorpions de la famille des Chernetidae.

## Distribution
Cette espèce se rencontre en Argentine, au Chili et au Brésil.

## Publication originale
- Ellingsen, 1904 : On some pseudoscorpions from Patagonia collected by Dr. Filippo Silvestri. Bollettino dei Musei di Zoologia e di Anatomia Comparata della R. Università di Torino, vol. 19, p. 1-7 (texte intégral).